# Rjana Łužica

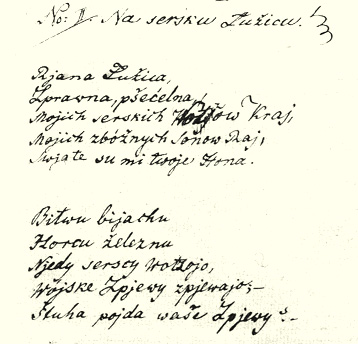
Beginn des Manuskriptes von Handrij Zejler

Rjana Łužica (obersorbisch; die niedersorbische Variante heißt „Rědna Łužyca“) ist die Hymne der Sorben.

## Geschichte
Am 24. August 1827 veröffentlichte der damals 23-jährige sorbische Theologiestudent Handrij Zejler, der später zu einem der wichtigsten Vertreter der sorbischen nationalen Wiedergeburt werden sollte, in der von der Wendischen Predigergesellschaft (Serbske prědarske towarstwo) in Leipzig handschriftlich verbreiteten Zeitung „Serbska Nowina“ ein Gedicht mit dem Titel „Na sersku Łužicu“ (An die sorbische Lausitz). Dieses Gedicht umfasste sechs Strophen und wurde im selben Jahr von Korla Benjamin Hatas (1806–1839) erstmals vertont.
Nachdem 1844 der Dichter Zejler und der Komponist Korla Awgust Kocor ihre zeitlebens andauernde Künstlerfreundschaft begonnen hatten, in deren Folge viele gemeinsame Werke entstanden, komponierte Kocor auf diesen Text Zejlers im Jahre 1845 eine neue Melodie. Das neu entstandene Lied wurde erstmals auf dem von Kocor veranstalteten Ersten Sorbischen Sängerfest am 17. Oktober 1845 in Bautzen aufgeführt und erfreute sich rasch einer wachsenden Beliebtheit, sodass es in der Folge rasch in den Rang einer sorbischen Nationalhymne aufstieg, in der Gegenwart allerdings nur noch mit zwei Strophen (der ersten und letzten des ursprünglichen Gedichtes) gesungen wird.
Hendrich Jordan besorgte die Übertragung des Textes in die niedersorbische Sprache, eine deutsche Nachdichtung (die hier aus urheberrechtlichen Gründen nicht wiedergegeben wird) stammt von Kito Lorenc.

## Die Form des Liedes
Die fünfzeilige Gedichtform ist mit einer sieben Takte umfassenden auftaktigen Melodie unterlegt, die im Original in Fis-Moll steht und sich allen Versuchen einer Formanalyse entzieht. Das getragene Tempo und die überwiegenden Moll-Harmonien verleihen der Hymne eine den Text der Originalversion Zejlers unterstreichende feierlich-melancholische Grundstimmung.

## Rechtliche Stellung
Im Sorben/Wenden-Gesetz des Landes Brandenburg und im Sächsischen Sorbengesetz ist das Recht auf die Verwendung der sorbischen Hymne im sorbischen Siedlungsgebiet festgeschrieben. Rjana Łužica wird in beiden Gesetzestexten – im Unterschied zu einigen Landkreissatzungen des Siedlungsgebietes – jedoch nicht explizit erwähnt.

## Text
| Obersorbisch | Niedersorbisch | Deutsche Übersetzung (wörtlich) |
| --- | --- | --- |
| Rjana Łužica, sprawna, přećelna, mojich serbskich wótcow kraj, mojich zbóžnych sonow raj, swjate su mi twoje hona! Časo přichodny, zakćěj radostny! Ow, zo bychu z twojeho klina wušli mužojo, hódni wěčnoh wopomnjeća! | Rědna Łužyca, spšawna, pśijazna, mójich serbskich wóścow kraj, mójich glucnych myslow raj, swěte su mě twóje strony. Cas ty pśichodny, zakwiś radosny! Och, gab muže stanuli, za swój narod źěłali, gódne nimjer wobspomnjeśa! | Schöne Lausitz, ehrliche, freundliche, Land meiner sorbischen Väter, Paradies meiner glücklichen Träume, heilig sind mir deine Fluren! Zukünftige Zeit, erblühe froh, ach, mögen aus deinem Schoß Männer hervorgehen, würdig ewigen Gedenkens! |

## Änderungsvorschlag zur Einbeziehung von Frauen
Der Text „ach, mögen aus deinem Schoß Männer hervorgehen“ wird von vielen Sorbinnen und Sorben als nicht mehr zeitgemäß empfunden. Die sorbische wissenschaftliche Gesellschaft Maćica Serbska eröffnete deshalb im Januar 2022 eine öffentliche Diskussion unter dem Titel „Sind nur Männer würdig ewigen Gedenkens?“. Ziel war, den Text „behutsam zu ändern und das parallele Singen der originalen und bearbeiten Version zuzulassen, ohne dass dies zu sehr stören würde.“ Dieser Aufruf bezog sich dabei explizit auf die originale obersorbische Version; unter Niedersorben war es bereits länger inoffiziell üblich, in deren Version das Wort „muže“ (Männer) durch „luźe“ (Leute) zu ersetzen. Als Ergebnis der Diskussion wurde auf der Hauptversammlung der Maćica Serbska am 18. März 2023 eine Textempfehlung für die obersorbische Version verabschiedet, welche parallel zum bisherigen Text der Hymne gesungen werden kann. Diese Lösung wird auch deshalb als unproblematisch empfunden, weil ein paralleles Singen – der obersorbischen und der niedersorbischen Version – auch bisher praktiziert wurde.
Die neue zweite Strophe lautet nach diesem Vorschlag wie folgt:
| Obersorbisch                                                                                           | Niedersorbisch                                                                                            | Wörtliche Übersetzung (obersorbische Version)                                                                      | Wörtliche Übersetzung (niedersorbische Version)                                                               |
| --- | --- | --- | --- |
| Časo přichodny, zakćěj radostny! Ow, njech wuńdu z twojeho klina žony, mužojo hódni wěčnoh wopomnjeća! | Cas ty pśichodny, zakwiś radosny! Och, gab luźe stanuli, za swój narod źěłali, gódne nimjer wobspomnjeśa! | Zukünftige Zeit, erblühe froh, ach, mögen hervorgehen aus deinem Schoß Frauen und Männer, würdig ewigen Gedenkens! | Zukünftige Zeit, erblühe froh, ach, mögen Leute aufstehen die für ihr Volk arbeiten, würdig ewigen Gedenkens! |

## Weitere Strophen der Originalversion
Die jetzige Hymne besteht nur aus der ersten und letzten Strophe der Originalversion von Zejler. Die dazwischen befindlichen Strophen der Originalversion tragen einen deutlichen melancholischen Unterton und blicken in die ungewisse Zukunft des sorbischen Volkes:
| Obersorbisch | Deutsche Übersetzung (wörtlich) |
| --- | --- |
| Bitwu bijachu, horcu, železnu, něhdy serbscy wótcojo, wójnske spěwy spěwajo. Štó nam pójda waše spěwy? Boha čorneho, stare kralestwo rapak nětko wobydli, stary moch so zeleni, na skale, kiž wołtar běše. | Eine heiße, eiserne Schlacht schlugen einst die sorbischen Ahnen, Kampflieder singend. Wer erzählt uns eure Lieder? Des schwarzen Gottes altes Königreich bewohnt jetzt der Rabe. Altes Moos grünt auf dem Felsen, der einst Altar war. |